# Blastobotrys terrestris
Blastobotrys terrestris är en svampart som först beskrevs av Van der Walt & Johannsen, och fick sitt nu gällande namn av Kurtzman & Robnett 2007. Blastobotrys terrestris ingår i släktet Blastobotrys och familjen Trichomonascaceae.   Inga underarter finns listade i Catalogue of Life.